# Erich Deter
Erich Deter (* 29. August 1893 in Berlin; † 2. Mai 1945 bei Ardey) war Oberbürgermeister der Stadt Hamm und Kreisleiter der NSDAP.

## Leben
Erich Deter besuchte das Gymnasium in Potsdam und legte im Herbst 1911 seine Reifeprüfung ab. Danach kam er zur Technischen Hochschule Charlottenburg und absolvierte die Vorprüfung im Fach Maschinenbau.
Von August 1914 bis Dezember 1918 war er Kriegsfreiwilliger in der Funktion eines Funkers. 1917 erhielt er das Eiserne Kreuz.
In den Jahren 1919 und 1920 war er Zeitfreiwilliger beim Gardekavallerie-Schützenkorps. Er erwarb das Diplom „Allgemeiner Maschinenbau“ im Jahre 1920 und war anschließend bei den Vereinigten Stahlwerken in Dortmund beschäftigt. Von April 1921 bis Ende November 1931 bei der WDI in Hamm tätig, wurde er wegen der Wirtschaftskrise arbeitslos. Im März 1929 gründete er den Freiheitsbund in Hamm und trat zum 1. Januar 1930 in die NSDAP ein (Mitgliedsnummer 186.624). Von September 1932 bis Mai 1937 war er Kreisleiter der NSDAP in Hamm. Zum 13. April 1933 wurde er Staatskommissar bei der Stadtverwaltung Hamm und hier am 19. Juni des Jahres zunächst kommissarischer Oberbürgermeister, dann am 4. August 1933 definitiv zum Oberbürgermeister gewählt. Er war tätig im Vorstand der AG Ruhr-Lippe Kleinbahnen in Soest, als Vorsitzender des Aufsichtsrates der Hammer Gemeinnützigen Baugesellschaft und als Mitglied des Aufsichtsrates des Kraftverkehrsvereins des Kreises Lüdinghausen mit Sitz in Dortmund.
Deter leistete Kriegsdienst als Hauptmann der Luftwaffe. Weil er sich weigerte, Hamm gegen die Alliierten verteidigen zu lassen, wurde er vom Gauleiter Hoffmann am 31. März 1945 als Oberbürgermeister abgesetzt. Nach seiner Vernehmung am Harkortberg kam er zur Vermeidung einer standrechtlichen Erschießung zum Einsatz im Iserlohner Kessel. Er geriet in amerikanische Kriegsgefangenschaft und wurde am Tag darauf, bei einem unterstellten Fluchtversuch, erschossen.
Im (posthumen) Entnazifizierungsverfahren wurden der Witwe keine Hinterbliebenenbezüge zuerkannt. Die Berufung gegen diese Entscheidung blieb erfolglos, weil die Belastungen gegen ihn entsprechend der Kategorie III hoch waren. Die Stadt Hamm gewährte der Witwe zunächst ein Drittel der Pension, später zwei Drittel.